# Rüstringen
Rüstringen era una città tedesca, esistita dal 1911 al 1937 nello stato dell'Oldenburg, e quindi annessa alla città prussiana di Wilhelmshaven (oggi in Bassa Sassonia).
Rüstringen venne formata dall'unione dei tre comuni di Bant, Heppens e Neuende, che avevano conosciuto un forte incremento demografico a causa della loro posizione, limitrofa alla città portuale di Wilhelmshaven appartenente al regno di Prussia . Rüstringen era il nome che designava la regione nel medioevo.
Rüstrigen si sviluppò come città industriale, superando per popolazione anche la capitale Oldenburg.
Nel 1937 la cosiddetta "legge sulla Grande Amburgo" decretò l'annessione della città di Rüstringen a Wilhelmshaven; contemporaneamente Wilhelmshaven cessò di essere un'enclave prussiana, e fu ceduta al Libero Stato di Oldenburg.